# Harald Planer
Harald Planer (* 24. Dezember 1978 in Kufstein) ist ein österreichischer Fußballtorhüter.
Planers frühere Vereine in der Jugend waren der FC Kössen und der FC Kufstein. Beim SV Wörgl wurde er erstmals Stammtormann in der Ersten Liga (Zweite österreichische Liga). Von 2003 bis 2007 spielte er für den FC Wacker Tirol, mit dem er 2004 wieder in die Bundesliga aufstieg. Nach einjährigem Gastspiel in der Saison 2007/08 beim FC Kufstein und der zweiten Mannschaft des FC Red Bull Salzburg kehrte der langjährige Wacker-Tormann nach Innsbruck zurück.
Mit dem FC Wacker Innsbruck wurde Planer in der Saison 2009/10 mit zwei Punkten Vorsprung auf den FC Admira Wacker Mödling Meister der zweitklassigen österreichischen Ersten Liga und stieg somit mit dem Team in die Bundesliga auf. Im April 2011 gab Planer als Kapitän des FC Wacker Innsbruck sein Karriereende mit Saisonschluss bekannt.
Nach seiner aktiven Spielerkarriere ist er seit der Saison 2014/2015 Trainer der 1. Frauen-Mannschaft des SFC Stern 1900, mit welcher er 2015 am DFB-Pokal teilnahm und 2017 in die Regionalliga Nordost aufgestiegen ist. Für den gleichen Verein spielt er in der Ü32-Verbandsliga. Anfang Dezember 2019 beendete Harald Planer berufsbedingt nach über 7 Jahren seine Trainerschaft.

## Erfolge
- 152 Spiele in der Ersten Liga / 34 Spiele in der Bundesliga
- 2× Meister der Ersten Liga: 2003/2004 und 2009/2010